# Рабе, Карл
Карл Герман Рабе (нем. Karl Hermann Rabe; 11 июня 1905, Мюльхаузен, Германская империя — 9 сентября 1989, Зальцхаузен, ФРГ) — оберштурмбаннфюрер СС, начальник зондеркоманды 7b в составе айнзацгруппы B.

## Биография
Карл Рабе родился 11 июня 1905 года в семье торговца. Посещал городскую школу и гимназию в Айзенахе, которую, как он позже объяснял в 1934 году, был вынужден покинуть. В 1923 году участвовал в Пивном путче. С 1923 по 1927 года состоял в союзе Викингов. Получил коммерческое образование и после окончания учёбы работал торговым представителем в различных фирмах в Айзенахе. 
1 июня 1930 года вступил в НСДАП (билет № 259544). С марта 1931 по май 1932 года состоял в Штурмовых отрядах (СА). 1 июня 1932 года был зачислен в ряды СС (№ 54628). 1 декабря 1935 года поступил на службу в главное управление СД в отдел кадров. В августе 1939 года был откомандирован в секцию СД в Праге, где сначала служил в качестве сотрудника отдела кадров, а в 1941 году стал руководителем офицерской школы полиции безопасности и СД в Праге. В 1942 году вернулся в Берлин в главное управление имперской безопасности (РСХА). В январе 1943 года был переведён в Орёл, где стал командиром зондеркоманды 7b в составе айнзацгруппы B. На этой должности отвечал за казни и умерщвление в газвагенах евреев, партизан и заключённых тюрем. В ноябре 1944 года был откомандирован в Восточную Словакию, где возглавил команду особого назначения № 27.

### После войны
В мае 1945 года в окрестностях Пильзена был арестован американскими войсками, а затем передан советским органам. До конца 1949 года находился в плену на Кавказе. После освобождения вернулся к своей семье в Роттенбург. С 1952 года жил в Гамбурге, где работал в фирме по экспорту и с 1956 по 1970 в фирме по судостроению в качестве консультанта по экспорту.